# Выборы главы Республики Тыва (2016)
Досрочные выборы Главы — Председателя Правительства Республики Тыва состоялись в Республике Тыва 18 сентября 2016 года в единый день голосования. Прямые выборы главы республики проходили впервые с 2002 года. Срок полномочий избранного главы — 5 лет.
На 1 июля 2016 года в Тыве было зарегистрировано 181 548 избирателей.

## Предшествующие события
Предыдущие прямые выборы высшего должностного лица республики прошли 17 марта 2002 года. На них победил действующий президент республики Шериг-оол Ооржак, в то время как председатель Верховного Хурала (парламента) Республики Тыва Шолбан Кара-оол занял второе место.
В декабре 2004 года по инициативе президента России Владимира Путина избрание высших должностных лиц путём прямого голосования граждан было заменено на назначение законодательными органами по представлению президента Российской Федерации. В 2007 и 2012 годах на пост главы республики Верховным Хуралом (парламентом) назначался Шолбан Кара-оол.
В 2012 году президент России Дмитрий Медведев принял закон, вернувший в России прямые выборы глав регионов.
Срок полномочий Шолбана Кара-оола истекал 2 марта 2017 года, однако 23 мая 2016 года он подал в отставку по собственному желанию ради переизбрания. В тот же день указом Президента России Владимира Путина назначен временно исполняющим обязанности Главы Республики Тыва до вступления в должность лица, избранного Главой Республики Тыва.

## Ключевые даты
- 16 июня 2016 года Верховный Хурал (парламент) Республики Тыва официально назначил выборы на 18 сентября 2016 года (единый день голосования)[4].
  - 20 июня был опубликован расчёт числа подписей, необходимых для регистрации кандидата[5].
  - с 16 июня по 5 июля — период выдвижения кандидатов[6].
  - агитационный период начинается со дня выдвижения кандидата и прекращается за одни сутки до дня голосования[6].
- с 20 июля по 3 августа — представление документов для регистрации кандидатов. К заявлениям должны прилагаться листы с подписями муниципальных депутатов[6].
- 17 сентября — день тишины.
- 18 сентября — день голосования.

## Выдвижение и регистрации кандидатов
Главой республики может быть избран гражданин Российской Федерации, достигший возраста 30 лет.
Кандидаты могут быть выдвинуты избирательными объединениями (политическими партиями или их региональными отделениями).
Каждый кандидат при регистрации должен представить список из трёх человек, один из которых, в случае избрания кандидата, станет сенатором в Совете Федерации от правительства региона.

### Муниципальный фильтр
1 июня 2012 года вступил в силу закон, вернувший прямые выборы глав субъектов Российской Федерации. Однако был введён так называемый муниципальный фильтр. Всем кандидатам на должность главы субъекта РФ (как выдвигаемых партиями, так и самовыдвиженцам), согласно закону, требуется собрать в свою поддержку от 5 % до 10 % подписей от общего числа муниципальных депутатов и избранных на выборах глав муниципальных образований, в числе которых должно быть от 5 до 10 депутатов представительных органов муниципальных районов и городских округов и избранных на выборах глав муниципальных районов и городских округов. Муниципальным депутатам представлено право поддержать только одного кандидата.
В Республике Тыва кандидаты должны собрать подписи 9 % муниципальных депутатов и глав муниципальных образований. Среди них должны быть подписи депутатов районных и городских советов и (или) глав районов и городских округов в количестве 9 % от их общего числа. При этом подписи нужно получить не менее чем в трёх четвертях муниципальных районов и городских округов. По расчёту избиркома, каждый кандидат должен собрать от 135 до 141 подписи депутатов всех уровней и глав муниципальных образований, из которых от 32 до 34 — депутатов райсоветов и советов городских округов и глав районов и городских округов не менее чем 15 районов и городских округов республики.

## Кандидаты
| Кандидат              | Должность (на момент выдвижения) | Партия                          | Статус                                      | Кандидаты в Совет Федерации                     |
| --------------------- | --- | ------------------------------- | ------------------------------------------- | ----------------------------------------------- |
| Валерий Бичи-оол      | начальник отдела по обеспечению деятельности Верховного Хурала (парламента) Республики Тыва                                                                            | Справедливая Россия             | зарегистрирован                             | Аяс Донгак Олег Кызыл-оол Чечена Маады          |
| Анатолий Дамба-Хуурак | заместитель Председателя Правительства Республики Тыва — руководитель Администрации Главы Республики Тыва и Аппарата Правительства Республики Тыва                     | ЧЕСТНО                          | выбыл по личному заявлению                  | —                                               |
| Даваа-Церин Иргит     | генеральный директор ПАО «Агентство по защите и привлечению инвестиций в Республике Тыва»                                                                              | Патриоты России                 | зарегистрирован, выбыл по личному заявлению | Юрий Ананьин Ульяна Надыл Ренат Ооржак          |
| Шолбан Кара-оол       | врио Главы — Председателя Правительства Республики Тыва | Единая Россия                   | зарегистрирован                             | Хонук-оол Монгуш Людмила Нарусова Ольга Хомушку |
| Роман Монгуш          | временно безработный | ПАРНАС                          | выбыл по личному заявлению                  | —                                               |
| Вячеслав Ондар        | заведующий ортопедическим отделением Российского геронтологического научно-клинического центра                                                                         | РППС                            | отказано в регистрации                      | —                                               |
| Сергей Салчак         | первый секретарь Тувинское республиканское отделение политической партии «КПРФ», депутат Хурала представителей сельского поселения сумона Тээли на непостоянной основе | КПРФ                            | зарегистрирован                             | Римма Батыщикова Мерген Дагба Мерген Монгуш     |
| Игорь Френт           | водитель 4 разряда отделения «Кызыл» Сибирского филиала ФГУП «Управление ведомственной охраны Министерства транспорта РФ»                                              | ЛДПР                            | зарегистрирован                             | Александр Вознюк Александр Новиков Марина Френт |
| Владимир Хемер-оол    | пенсионер | Демократическая правовая Россия | отказано в регистрации                      | —                                               |

## Итоги выборов
В выборах в приняли участие 141 615 человек, таким образом явка избирателей составила 90,29 %.
| Явка избирателей                                      | Явка избирателей                                      | Явка избирателей | Явка избирателей |
| ----------------------------------------------------- | ----------------------------------------------------- | ---------------- | ---------------- |
| Число избирателей, включённых в список избирателей    | Число избирателей, включённых в список избирателей    | 156 848          | 100 %            |
| Из них приняли участие в выборах (выдано бюллетеней)  | Из них приняли участие в выборах (выдано бюллетеней)  | 141 615          | 90,29 %          |
| Из принявших участие в выборах проголосовали досрочно | Из принявших участие в выборах проголосовали досрочно | 5669             | 4,00 %           |
| Процент испорченных бюллетеней                        |                                                       |                  |                  |
| Приняли участие в голосовании (возвращено бюллетеней) | Приняли участие в голосовании (возвращено бюллетеней) | 141 243          | 100 %            |
| Из них действительных бюллетеней                      | Из них действительных бюллетеней                      | 138 334          | 97,94 %          |
| Из них недействительных бюллетеней                    | Из них недействительных бюллетеней                    | 2909             | 2,06 %           |
| Распределение голосов:                                |                                                       |                  |                  |
| 1.                                                    | Шолбан Кара-оол                                       | 120 990          | 85,66 %          |
| 2.                                                    | Сергей Салчак                                         | 7069             | 5,00 %           |
| 3.                                                    | Валерий Бичи-оол                                      | 5818             | 4,12 %           |
| 4.                                                    | Игорь Френт                                           | 4457             | 3,16 %           |
| Число действительных (учтённых) бюллетеней            | Число действительных (учтённых) бюллетеней            | 138 334          | 100 %            |